# Ткачов Владислав Іванович
Ткачов Владислав Іванович (9 листопада 1973, Москва) – французький шахіст російського походження, гросмейстер від 1996 року.

## Шахова кар'єра
1982 року разом з родиною переїхав до Казахстану, де наступного року навчився основам гри в шахи. 1985 року переміг на чемпіонаті Казахстану серед юнаків. У своєму доробку має також дві золоті медалі чемпіонату тієї країни. Від 1998 року представляє кольори збірної Франції.
Між 1997 і 2004 роками брав участь чемпіонатах світу ФІДЕ, які проходили за олімпійською системою. Найвищого успіху досягнув 2000 року в Нью-Деліі, де потрапляв до 5-го кола (чільної вісімки світу), в якому поступився Олександрові Грищуку. Також пристойно виступив на аналогічному змагання 1997і у Гронінгені, пройшов до 4-го кола (в якому програв Борисові Гельфанду).
Переміг на турнірах, які відбулися в Окемі, Каннах (1996 i 1999), Макарській (1997), а також на Острові Мен (1996). 2005 року потрапив до півфіналу чемпіонату Росії, який проходив за нокаут-системою, наступного здобув у Безансоні золоту медаль чемпіонату Франції (здолав у додатковій грі Лорана Фрессіне. На 2007 рік припадають такі успіхи: у Дрездені здобув звання чемпіона Європи, крім того у Екс-ле-Бен - звання віце-чемпіона своєї країни. У 2009 році здобув друге в кар'єрі звання чемпіона Франції.
Один із найсильніших гравців світу в бліц. У 2004 році переміг на сильному посіяному турнірі в Москві, випередивши, зокрема, Олександра Морозевича, Олександра Грищука, Олексія Дрєєва, а також Сергія Рублевського, крім того 2007 року здобув у Аяччо звання чемпіона Європи. 2013 року здобув у Варшаві срібну медаль чемпіонату Європи з бліцу. 2015 року переміг на відкритому турнірі в Каннах, а також поділив 1-ше місце (разом з Владиславом Артєм'євим) на меморіалі Георгія Агзамова у Ташкенті.
Неодноразово грав за Казахстан і Францію в командних змаганнях, зокрема:
- шість разів на шахових олімпіадах (1992, 1994, 2008, 2010, 2012, 2014); медаліст: в особистому заліку – золотий (2012 – на 4-й шахівниці)[11],
- двічі на командних чемпіонатах Європи (2007, 2013); медаліст: у командному заліку – срібний (2013)[12].

Найвищий рейтинг Ело дотепер мав станом на 1 січня 2001 року, досягнувши 2672 пунктів, посідав тоді 25-те місце в світовій класифікації ФІДЕ.

## Зміни рейтингу
| На цьому місці має відображатися графік чи діаграма, однак з технічних причин його відображення наразі вимкнено. Будь ласка, не видаляйте код, який викликає це повідомлення. Розробники вже працюють для того, щоби відновити штатне функціонування цього графіка або діаграми. | |
| | На цьому місці має відображатися графік чи діаграма, однак з технічних причин його відображення наразі вимкнено. Будь ласка, не видаляйте код, який викликає це повідомлення. Розробники вже працюють для того, щоби відновити штатне функціонування цього графіка або діаграми. |